# Pla de les Soques

El Pla de les Soques, respecte del terme de Granera

El Pla de les Soques és un pla del terme municipal de Granera, al Moianès.
És l'extrem de ponent del terme granerí, a ponent de la masia de l'Otzet, a la dreta del torrent de les Fraus de l'Otzet i al sud-est del Serrat de les Soques. Es tracta d'un pla d'antics camps de conreu, abandonats a principis del segle xxi.